# CSAMS
CSAMS(cyber security assessment & management system)는 한국원자력연구원(韓國原子力硏究院, Korea Atomic Energy Research Institute, KAERI)과 (주)이공감이 만든 사이버 보안 평가 관리 시스템이다.

## 도입취지
원전의 설계개선으로 각 기능의 계통이 디지털화됨에 따른 여러 기종에 포함되는 소프트웨어의 도입및 기기간의 정보 전달에서 발생가능한 사이버보안의 위험을 해결하기 위해서 위험도 분석,평가 시스템의 개발이 요구되고 있다. 이러한 요구를 수행하기 위해서 원전 사이버보안의 분석, 평가시스템의 개발 방법론, 즉 절차,요건 그리고 보안성 평가시스템의 적용범위를 설정해야 한다. 원전 사이버보안 분석,평가시스템의 개발 방법론은 절차, 구조 등 it에서 응용되는 보안성 평가시스템과 유사한 구조로 되어 있으나, 다음과 같은 이유로 많은 차이점을 보인다. 첫째, 설계요건 및 평가기준으로 적용 가능한 표준, 규제 등에 많은 차이점이 있다. 둘째, IT기반 보안 평가시스템은 특화된 시스템의 평가만 가능하며, 보안 평가 적용 기준이 모호하여 규제 및 표준이 명확한 원전 디지털 시스템을 평가하기에 한계가 있다. 셋째, 일반 보안 평가도구의 신뢰성을 증명할 수 없으며, 원전과 같은 특화된 시스템의 사이버보안을 평가한 사례를 찾아볼 수 없다. 일반 보안성 평가도구는 상용 보안 도구의 적용 여부를 중시하는 반면에 원전에서는 안전성,신뢰도 등을 최우선으로 하여 상용 보안 이전 단계에서부터 사이버보안을 고려해야 하므로 그 평가기준의 차별화가 요구된다. 따라서 평가절차나 기술 요소의 분석 관점, 기술 개발 요건이 일반 평가도구와 다르게 설계되어야 한다.